# Ballymeanoch
Ballymeanoch (del Gaélico escocés Baile Meadhonach, traducido como "el asentamiento de el medio"), es un complejo de estructuras neolíticas localizadas en Kilmartin Glen, Argyll, Escocia. 
Consta de una avenida de dos filas de menhires con 4 y 2 piedras cada una, un círculo de piedras, y un henge con un pequeño túmulo funerario. La construcción del círculo y los menhires se remonta a hace más de 4000 años. La piedra más alta mide 4 metros de altura. Las dos piedras del medio de la fila de 4 están esculpidas con marcas de cazoleta y anillos.
El complejo está clasificado como monumento protegido por el organismo consultivo escocés  "Historic Environment Scotland".
El yacimiento se encuentra en unas tierras de labor de propiedad privada, pero se puede acceder a través de una serie de caminos que discurren entre vallas. 